# Renée Groeneveld
Renée Groeneveld (Haarlem, 21 september 1986) is een Nederlandse zeilster. Ze nam één keer deel aan de Olympische Spelen.

## Carrière
Tot en met 2008 kwam Groeneveld uit in de Yngling-klasse. In 2009 stapte ze over op de nieuwe Olympische Elliott 6m-klasse. Groeneveld vertegenwoordigde Nederland samen met Annemieke Bes en Marcelien Bos-De Koning in het matchrace-onderdeel van de Olympische Spelen in Londen. Het trio strandde in de kwartfinale tegen Australië (1-3) en eindigde het toernooi als achtste.
In 2013 is Renée Groeneveld een campagne gestart in de nieuwe olympische Nacra 17-klasse voor gemengde duo's. Het doel is een medaille op de Olympische Spelen 2016 in Rio de Janeiro. Op het wereldkampioenschap in 2013 behaalde ze samen met Karel Begemann een vierde plaats. Op de wereldkampioenschappen zeilen 2014 eindigde ze met Steven Krol op de twintigste plaats.
Ze is lid van de Haarlemsche Yachtclub en woont in Amsterdam. 

## Belangrijkste resultaten

### Nacra 17
- WK 2014: 20e
- WK 2013: 4e

### Elliott 6m
- OS 2012: 8e
- EK 2010: 8e
- EK 2009:

### Yngling
- NK 2008:
- WK 2008: 18e
- EK 2008:
- WK 2007: 13e
- NK 2007:
- EK 2007: 5e